# Mattoni

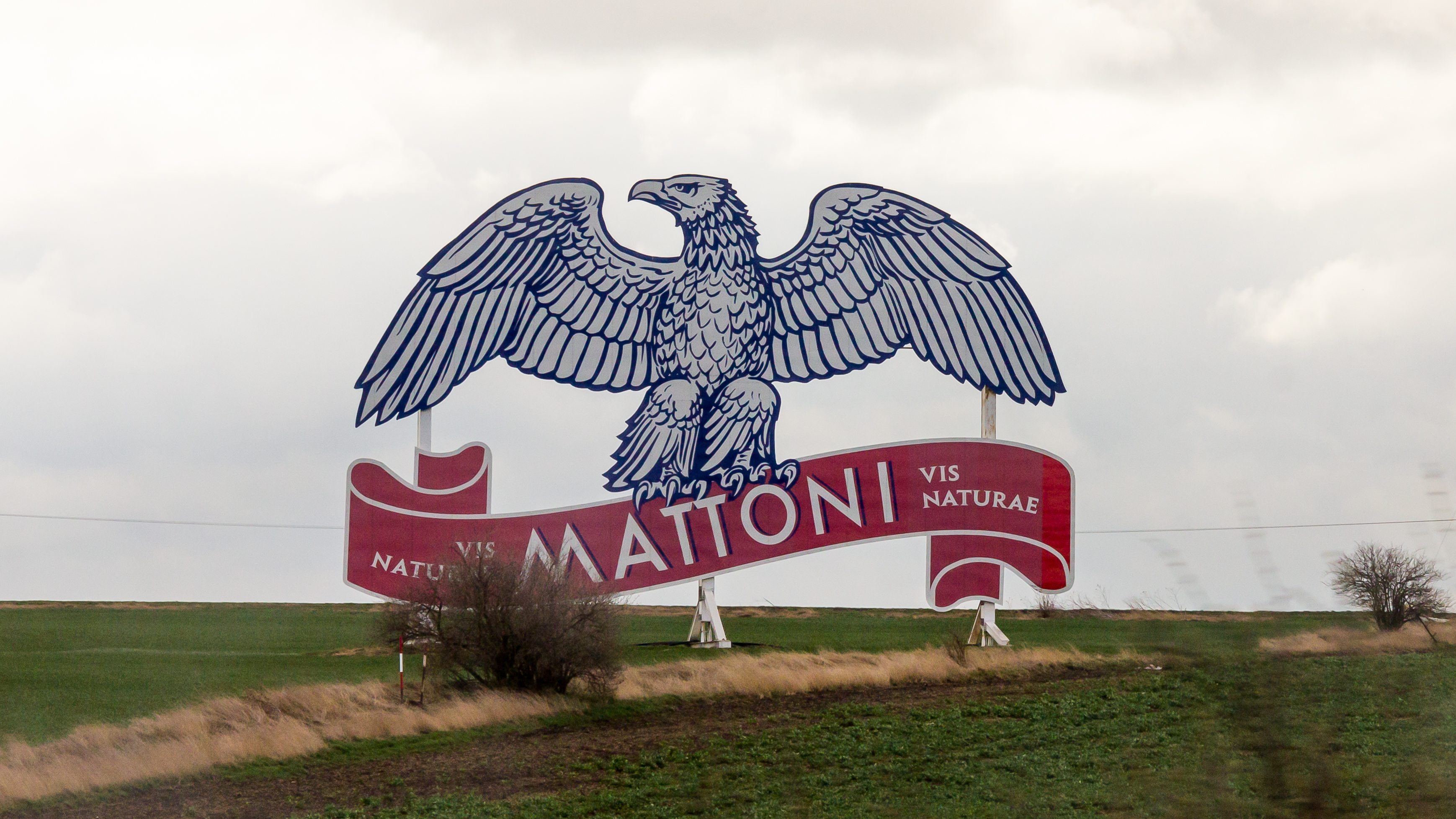
Mattoni

Mattoni je česká minerální voda z obce Kyselka u Karlových Varů, která je hojně prodávána jako balená voda. V současnosti vlastní ochrannou známku společnost Mattoni 1873.

## Historie firmy

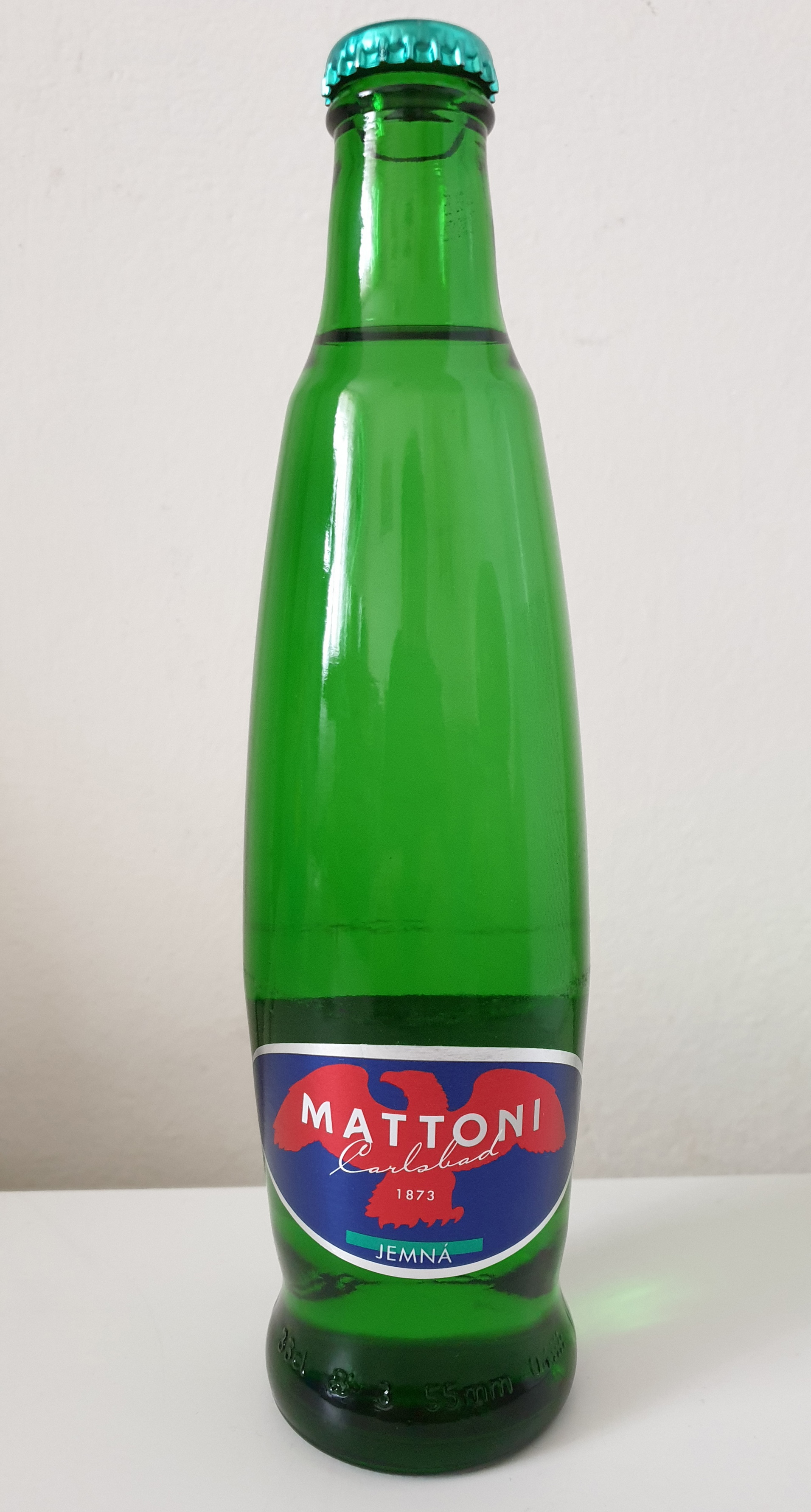
Minerální voda Mattoni

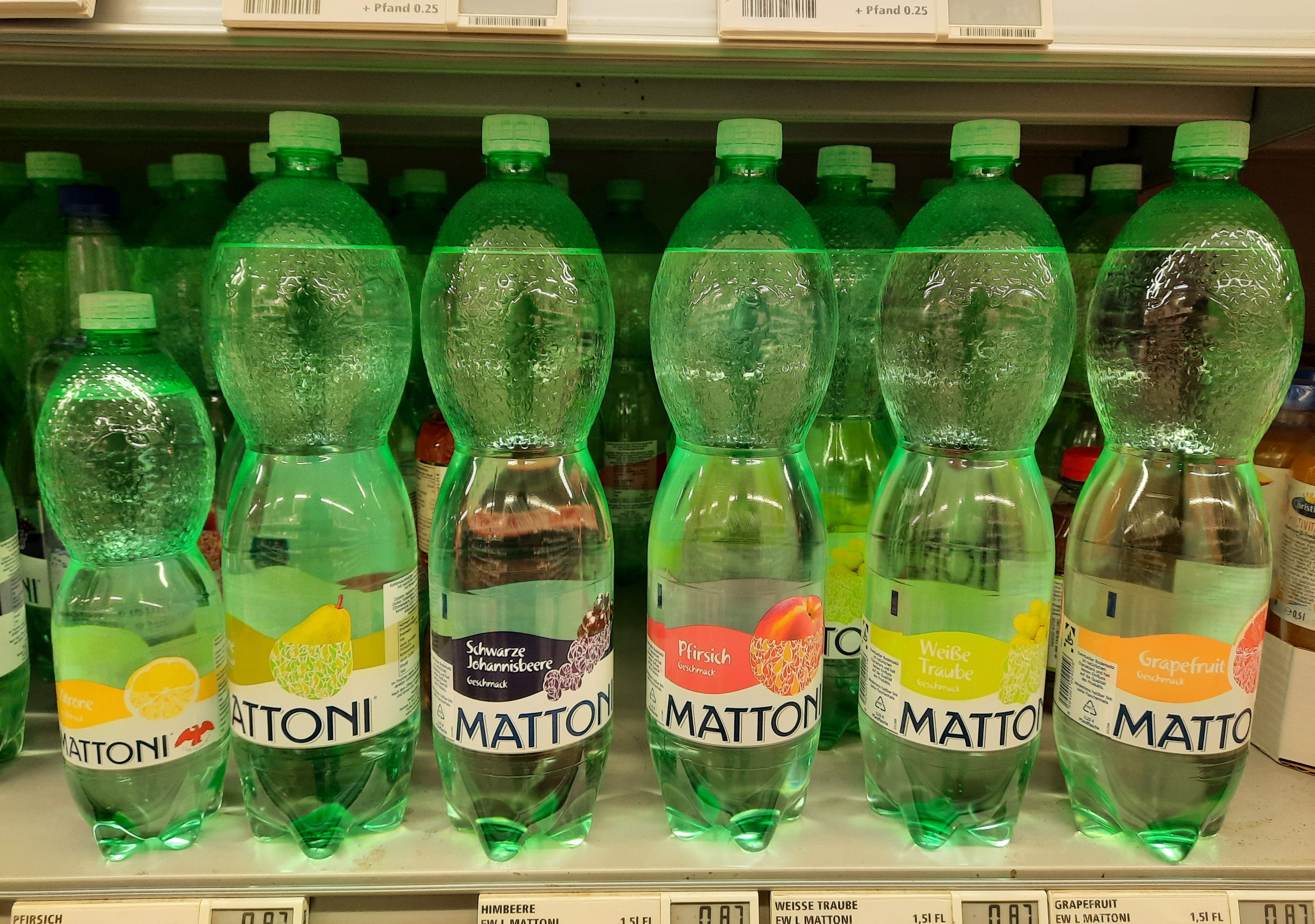
Mattoni s různými příchutěmi

Roku 1522 se poprvé objevuje písemná zmínka o minerálce z Kyselky. Roku 1793 začíná být minerálka vyvážena v kameninových lahvích. Historie značky začala v roce 1864, kdy karlovarský rodák s italsko-českými kořeny Heinrich Mattoni (1830–1910) převzal stáčírnu minerální vody v lázeňském městě Kyselce. V roce 1866 přišla novinka, skleněné lahve, tehdy se poprvé objevil znak s červeným orlem. Mattoni rozšířil provoz postavením moderní stáčecí linky a založil také distribuční síť k dodávkám vody lázeňským hostům v Kyselce, Karlových Varech a v celých Čechách. Císař František Josef I. jmenoval v roce 1870 Mattoniho svým dvorním dodavatelem. Léčivé účinky prokázal lékař a profesor lékařské fakulty Univerzity Karlovy Josef Vilém z Löschneru. Heinrich Mattoni založil firmu Mattoni roku 1873.
Heinrich Mattoni jako první masivně používal reklamy v tisku. V osmdesátých letech 19. století už patřila značka Mattoni k nejznámějším v Evropě. Roku 1891 spadl během Jubilejní zemské výstavy balon propagující tuto minerálku na holešovický komín, nehoda přinesla velký zájem veřejnosti. Roku 1894 Mattoni financoval stavbu železnice z Kyselky do Vojkovic. Roku 1900 získává Mattoni na Světové výstavě v Paříži ocenění Grand Prix. 
Minerálka byla roku 1945 znárodněna a přešla pod státní podnik Západočeská zřídla, který sídlil v Karlových Varech. Roku 1970 se z bývalých lázní Kyselka stala léčebna pro děti, ta zanikla roku 1989. Po privatizaci roku 1994 patří společnost podnikatelské rodině Pasquale, sídlo zůstalo v Karlových Varech. Mattoni je dodávána ve skle, plastu a plechovkách a jako přírodní (perlivá, jemně perlivá, neperlivá a sportovní) nebo ochucená (citron, pomeranč, grapefruit, malina, broskev, zelené jablko, granátové jablko, hruška, bílé hrozny, tropické ovoce, černé plody a cedrát). Roku 2022 se prodává ve více než 20 zemích a historii společnosti zachycuje nově otevřené muzeum v Kyselce.

## Původní pramen Mattoni
Mattoni využívá přírodní pramen vznikající v krušnohorském krystaliniku, jenž vyvěrá na povrch nedaleko obce Kyselka. Chemicky se jedná o typ vody Na(Ca, Mg)-HCO3, který dosahuje mineralizace v rozmezí 1,6 až 1,7 g/l. Teplota vody v pramenu je 10 °C a na její využití se používají jímací vrty. Vydatnost pramene je přibližně 25 l/min..